# Kelermesskaja
Kelermesskaja je stanice v Giaginském rajónu Adygejské republiky Ruské federace. Je součástí a centrem Kelermesského vesnického okresu.
Nachází se v jižní části Giaginského rajónu, na soutoku řeky Kelermes a Giagy. Je vzdálena 4 km jihovýchodně od stanice Giaginskaja a 16 km severně od města Majkop.
Nedaleko obce jsou Kelermesské mohyly, ve kterých byly objeveny archeologické nálezy meotského a skytského původu, pocházející ze 7.-5. stol. př. n. l.

## Historie
Stanice byla založena v květnu 1883. Stanici zpočátku tvořili jeden kozácký důstojník a 108 státních rolníků.
Na základě rozkazu ministra války ze dne 12. září 1863 byla stanice Kelermesskaja zařazena do 25. jízdního pluku.
Od roku 1868 začal velký příliv přistěhovalců, což bylo způsobeno povolením získat zde pozemky pro osoby bez vojenských hodností. Usadili se zde rolníci z Voroněžské, Tulské a Charkovské gubernie.